# Steffi Terhörst
Stefanie „Steffi“ Carolin Terhörst (* in Dorsten) ist eine deutsche Fernsehmoderatorin.

## Leben
Nach ihrem Studium der Germanistik und Biologie an der Universität zu Köln und der Sportwissenschaften an der Deutschen Sporthochschule Köln arbeitet sie als Lehrkraft für Deutsch, Biologie und Sport am Albertus-Magnus-Gymnasium Köln.
Von September 2008 bis zum Absetzen der Sendung 2015 war sie Teil des Moderatorenteams des ARD-Wissensmagazins Kopfball. In der Sendung ging sie zusammen mit Isabel Hecker, Ulrike Brandt-Bohne, Burkhardt Weiß und Klas Bömecke regelmäßig Alltagsphänomenen auf den Grund.